# Salvia disjuncta
Salvia disjuncta är en kransblommig växtart som beskrevs av Merritt Lyndon Fernald. Salvia disjuncta ingår i släktet salvior, och familjen kransblommiga växter. Inga underarter finns listade i Catalogue of Life.